# Night Must Fall
Night Must Fall ist ein US-amerikanischer Kriminalfilm von Richard Thorpe, inszeniert im Jahr 1937. Das Drehbuch basiert auf dem gleichnamigen Bühnenstück von Emlyn Williams. Uraufgeführt wurde der Film am 30. April 1937. In Deutschland wurde der Film bisher nicht gezeigt. 1964 inszenierte Karel Reisz eine Neuverfilmung mit dem gleichen Originaltitel (dt. Titel: Griff aus dem Dunkel).

## Handlung
In einer englischen Kleinstadt sucht die Polizei nach der Leiche der seit Tagen vermissten Mrs. Shellbrook. Mrs. Bramson, eine im Rollstuhl sitzende, tyrannische, alte Frau, hört von ihrer Dienstmagd Dora, dass ihr Freund Danny für Mrs. Shellbrook gearbeitet hat. Danny sorgt sich um die hypochondrisch veranlagte Mrs. Bramson und erzählt ihr, dass er Dora heiraten will, wenn er einen besseren Job habe. Außerdem fühlt er sich durch die alte Frau an seine Mutter erinnert. Mrs. Bramsons Nichte Olivia Grayne misstraut Danny, doch ihre Tante will ihr nicht zuhören.
Mrs. Bramsons Anwalt, Justin Laurie, erscheint, händigt ihr Geld aus und warnt sie, nicht zu viel Bargeld im Haus zu halten. Dann macht Justin Olivia einen Heiratsantrag, den sie aber ablehnt. Als der Anwalt das Haus verlässt, packt Mrs. Bramson das Geld in einen Safe, wobei sie von Danny beobachtet wird. Danny kauft in der Stadt einen Schal und gibt ihn Mrs. Bramson. Er erzählt ihr, der Schal gehöre seiner Mutter. Olivia bemerkt jedoch das Preisschild, sagt aber nichts, da sie sich von Danny zu ihrem Erstaunen angezogen fühlt.
Dora entdeckt Mrs. Shellbrooks enthauptete Leiche. Olivia bezichtigt Danny des Mordes, was der von sich weist. Er gibt sich weiterhin geheimnisvoll, wodurch Olivia immer faszinierter von ihm wird. Dennoch ist sie von Dannys Schuld überzeugt. Mrs. Bramson glaubt ihrer Nichte nicht, sie ist von Dannys Aufmerksamkeit geblendet. Inspektor Belsize sucht Danny auf und durchsucht sein Zimmer. Er findet eine große verschlossene Hutschachtel. Er will sie gerade öffnen, als Olivia die Schachtel schnappt und ihm sagt, es sei ihre Schachtel. Als Belsize das Haus verlässt, sind Danny und Olivia erleichtert.
Olivia ruft Justin an, um ihn aufzusuchen. Sie will ihre Tante mitnehmen, doch die weigert sich. Allein mit Danny im Haus wähnt sie sich in Sicherheit. Doch Danny hat die Telefonkabel durchschnitten. Mrs. Bramson wird durch Geräusche aufgeschreckt und ruft nach Danny. Danny erscheint sofort und beruhigt die alte Frau. Er gibt ihr etwas zu trinken und lullt sie in den Schlaf. Als er sicher ist, dass sie schläft, will er sie ersticken. Mrs. Bramson wird wach, doch kann sie sich nicht gegen den kräftigen Mann wehren. Danny plündert den Safe, als Olivia erscheint und den Mord an ihrer Tante entdeckt. Sie erzählt Danny, dass sie sich zu ihm hingezogen gefühlt habe, aber das nun vorbei sei. Danny versucht sie zu töten, doch Justin, der Olivia telefonisch nicht erreichen konnte, hat die Polizei gerufen, die Danny an einem weiteren Mord hindern kann. Danny wird verhaftet und abgeführt, Olivia und Justin umarmen sich.

## Kritiken
Der Film war ein Erfolg bei den Kritikern. Die New York Daily News hob besonders den Hauptdarsteller Robert Montgomery heraus, der durch diese Produktion der MGM „aus den Tiefen belangloser Filme in eine hohe Position unter den Topleuten der Schauspieler erhoben wird“. Die Variety befand, der Film sei „kein Kassenhit“. Aber Montgomery sei „die Antithese seines bisherigen Schaffens“. Dave Kehr vom Chicago Reader bezeichnete Thorpes Regie als „unsicher und überreizt“, während Montgomerys Darstellung des Mörders „auffallend effektiv“ sei.

## Auszeichnungen
1938 wurden Robert Montgomery in der Kategorie Bester Hauptdarsteller und May Whitty in der Kategorie Beste Nebendarstellerin für den Oscar nominiert.
Ein Jahr zuvor gewann der Film den NBR Award des National Board of Review als bester Film.

## Hintergrund
- Bei der Uraufführung des Bühnenstücks am 31. Mai 1935 in London spielte Emlyn Williams, der auch die Regie übernahm, selber die Hauptrolle, während May Whitty, Matthew Boulton und Kathleen Harrison in den Rollen, die sie im Film spielen zu sehen waren. Als das Stück 1936 am Broadway aufgeführt wurde, waren auch Williams, Whitty und Boulton dabei.
- Zur Filmcrew gehörten die Ausstatter Cedric Gibbons und Edwin B. Willis sowie der Toningenieur Douglas Shearer.
- Für May Whitty war es die erste größere Rolle und ihr erster Auftritt in einer Hollywood-Produktion, außerdem auch ihr Debüt in einem Tonfilm. Für ihre Verdienste bei der Truppenbetreuung im Ersten Weltkrieg wurde sie 1918 von König Georg V. zum Dame Commander of the British Empire ernannt und durfte von da an den Titel Dame tragen.